# Rock & Roll (programma televisivo)
Rock & Roll è stato un programma televisivo italiano andato in onda su Italia 1 dal 18 gennaio al 30 aprile 1993 nella fascia preserale, con la regia di Gianni Boncompagni. Spin-off di Non è la Rai, la trasmissione era inizialmente condotta da Orietta Berti, sostituita poche settimane dopo dalle ragazze della trasmissione.

## Il programma
Il programma andava in onda dalle 19.10 alle 20.00 dallo studio 1 del Centro Safa Palatino di Roma, che ospitava anche Non è la Rai, di cui questo programma si proponeva come un'appendice preserale. Tranne la Berti, tutto il cast e la scenografia della trasmissione erano infatti gli stessi del programma pomeridiano con l'unica differenza del cielo che se nella scenografia di Non è la Rai era di colore celeste (creando così un'atmosfera diurna) qui invece era blu scuro con delle stelle.
Inizialmente il programma, come da titolo, si proponeva come una gara di rock acrobatico tra ballerini professionisti, mentre in una seconda parte, invece, vi erano delle esibizioni canore fatte da alcuni bambini, supportati al pianoforte dal maestro Paolo Ormi. Questi spazi erano inframezzati da alcune esibizioni delle ragazze di Non è la Rai con le classiche canzoni già presenti nel programma pomeridiano.
Con il passare delle settimane, il format della trasmissione accantonò entrambi gli spazi; poco più di un mese dopo l'avvio della trasmissione, infatti, si decise di cancellare sia la gara di rock acrobatico tra ballerini (poco apprezzata dal pubblico) sia gli spazi dedicati alle esibizioni canore dei bambini, per la difficoltà nel trovare il numero adeguato di piccoli partecipanti sufficientemente spigliati per la trasmissione, sia per diverse accuse nei confronti della trasmissione in merito allo sfruttamento dei minori per fini televisivi. Venne così congedata dalla conduzione della trasmissione Orietta Berti, e lo spazio venne totalmente affidato alle giovani protagoniste di Non è la Rai, che, come nella trasmissione pomeridiana, proponevano giochi telefonici ed esibizioni canore.
Molti giochi telefonici erano in comune con la trasmissione-madre come ad esempio il gioco dello zainetto con Ambra Angiolini, il gioco del nome della nonna con Mary Patti, mentre altri furono inventati proprio per il programma come il gioco delle chiavi condotto da Alessia Gioffi, affiancata da Pamela Petrarolo (poi riproposto in seguito anche nella trasmissione-madre pomeridiana ma con Roberta Carrano ed Ilaria Galassi), altri accompagnavano i momenti degli sponsor, condotti sempre da Ambra o da Micaela Bernardoni. Ogni puntata veniva chiusa con le ragazze che si scatenavano per vari minuti con il brano dance dei Double You Please Don't Go, momento anch'esso in comune con Non è la Rai.
Il programma, nonostante il successo ottenuto, si concluse nel mese di aprile, dopo appena quattro mesi di programmazione; la chiusura fu voluta dallo stesso regista Gianni Boncompagni, il quale, vedendo che la trasmissione era ormai divenuta a tutti gli effetti un clone serale di Non è la Rai, per paura di usurare troppo il format (ed anche per la fatica dovuta alla realizzazione di ben due programmi in diretta a cadenza quotidiana) decise di chiudere tale versione serale e continuare soltanto con l'appuntamento pomeridiano.

### Collocazione
Il programma andava in onda dal lunedì al venerdì, con un Meglio di in onda il sabato, nella fascia preserale di Italia 1, facendo da traino al Karaoke di Fiorello e anticipato dal varietà di Gigi e Andrea e Wendy Windham Ma mi faccia il piacere.